# Jornal da Manhã (Criciúma)
O Jornal da Manhã foi um jornal diário em formato tablóide publicado no estado de Santa Catarina. Fundado em 25 de agosto de 1983, era um importante jornal na região sul desse estado, com tiragem média de 7.200 exemplares.
Por problemas financeiros, sua última tiragem impressa e on-line circulou no dia 10 de maio de 2017.